# George Tupou V.
George Tupou V. (tonganski: Siaosi Tupou V, puno ime: Siaosi Tāufa'āhau Manumataongo Tuku'aho Tupou V), (4. svibnja 1948. – 18. ožujka 2012.), kralj Kraljevine Tonge od 2006. do 2012. 
Rodio se kao najstariji sin kralja Tāufa'āhau Tupou IV., iz dinastije Tu'i Tonga, koji je na vlasti bio od 1965. do 2006. godine. Prijestolonasljednikom je imenovan 4. svibnja 1966. godine. Kraljevsku prisegu dao je 11. rujna 2006. godine, kada je i preuzeo prijestolje. Službena ceremonija krunidbe održana je 1. kolovoza 2008. godine. Novim prijestolonasljednikom imenovan je njegov mlađi brat 'Aho'eitu 'Unuaki'otonga Tuku'aho.
Osnovnu školu pohađao je u Švicarskoj, srednju u Aucklandu (Novi Zeland), a studirao je na sveučilištu Oxford i Kraljevskoj vojnoj akademiji Sandhurst. Nije oženjen, ali ima nezakonitu kćer, koja po Ustavu ne može naslijediti prijestolje. Tonga je jedina preostala ustavna monarhija u Polineziji.  Imao je veliku imovinu dok je bio prestolonasljednik, kako u Tongi tako u inozemstvu, ali je nakon stupanja na tron, izdao proglas kojim je navijestio da će se svega toga odreći, sukladno zakonu.
Posvetio se obnovi razrušene prijestolnice Nuku'alofa, koja je preživjela oštećenja za vrijeme prosvjeda 2006. godine.
Umro je u Hong Kongu 2012. godine, nakon duže bolesti. Nasljedio ga je njegov brat, kao Tupou VI.